# Галиньюс
Галиньюс (порт. Galinhos) — муниципалитет в Бразилии, входит в штат Риу-Гранди-ду-Норти. Составная часть мезорегиона Центр штата Риу-Гранди-ду-Норти. Входит в экономико-статистический микрорегион Макау. Население составляет 2138 человек на 2006 год. Занимает площадь 342,442 км². Плотность населения — 6,2 чел./км².

## Статистика
- Валовой внутренний продукт на 2003 год составляет 72 112 872,00 реалов (данные: Бразильский институт географии и статистики).
- Валовой внутренний продукт на душу населения на 2003 год составляет 36 642,72 реалов (данные: Бразильский институт географии и статистики).
- Индекс развития человеческого потенциала на 2000 год составляет 0,612 (данные: Программа развития ООН).